# 略塔代斯
略塔代斯（法語：Lieutadès，法語發音：[ljøtadɛs]）是法国康塔尔省的一个市镇，位于该省东部，属于圣弗卢尔区。

## 地理
略塔代斯（44°50'23"N, 2°53'56"E）面积39.91 平方千米，位于法国奥弗涅-罗讷-阿尔卑斯大区康塔爾省，该省份为法国中南部省份，位于法國中央高原中心，北起科雷兹省、上盧瓦爾省和多姆山省，西接洛特省和科雷兹省，南至阿韦龙省和洛特省，东临上盧瓦爾省和洛泽尔省。
与略塔代斯接壤的市镇（或旧市镇、城区）包括：康图万、埃斯皮纳斯、雅布兰、圣玛丽、阿尔让斯和欧布拉克。

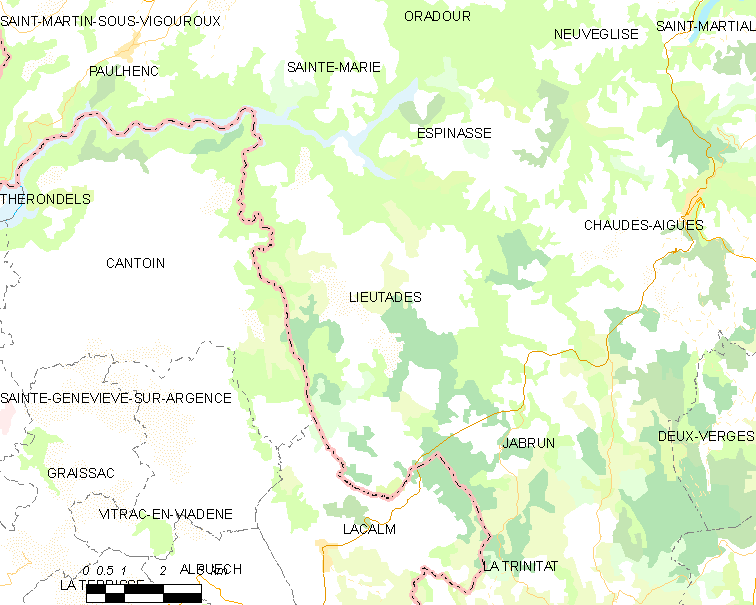
略塔代斯的OSM定位图

略塔代斯的时区为UTC+01:00、UTC+02:00（夏令时）。

## 行政
略塔代斯的邮政编码为15110，INSEE市镇编码为15106。

## 政治
略塔代斯所属的省级选区为特吕耶尔河畔讷韦格利斯县。

## 人口

1962-2008年间略塔代斯人口变化图示

略塔代斯于2022年1月1日时的人口数量为171人。